# Liste der Nummer-eins-Hits in den Hot 100 Airplay (1997)
Diese Liste enthält alle Nummer-eins-Hits in den Hot 100 Airplay Charts im Jahr 1997. Es handelt sich hierbei um die Charts mit den von den Radiostationen in den USA am häufigsten gespielten Musiktiteln, die vom US-amerikanischen Magazin Billboard veröffentlicht wurden. In diesem Jahr gab es zehn Spitzenreiter.
| Singles |
| --- |
| - No Doubt – Don’t Speak - 6 Wochen (7. Dezember 1996 – 17. Januar 1997, insgesamt 16 Wochen) - Toni Braxton – Un-Break My Heart - 2 Wochen (18. Januar – 31. Januar) - No Doubt – Don’t Speak - 10 Wochen (1. Februar – 11. April, insgesamt 16 Wochen) - Jewel – You Were Meant For Me - 9 Wochen (12. April – 13. Juni) - Hanson – MMMBop - 4 Wochen (14. Juni – 11. Juli) - Shawn Colvin – Sunny Came Home - 4 Wochen (12. Juli – 8. August) - Will Smith – Men in Black - 4 Wochen (9. August – 5. September) - Third Eye Blind – Semi-Charmed Life - 3 Wochen (6. September – 26. September) - Jewel – Foolish Games - 3 Wochen (27. September – 17. Oktober) - Sugar Ray – Fly - 6 Wochen (18. Oktober – 28. November) - Chumbawamba – Tubthumping - 9 Wochen (29. November 1997 – 30. Januar 1998) |